# Hürriyet
Hürriyet (pronunciación turca: hyɾːijet; en español: Libertad) es un reconocido periódico turco, fundado en 1948, y propiedad de Demirören Group. En enero de 2017, tenía la mayor circulación de cualquier periódico en Turquía, con un alrededor de 334.000 ejemplares. Hürriyet tiene una perspectiva dominante, liberal y conservadora. Su línea editorial puede considerarse de mercado medio, combinando el valor del entretenimiento con una cobertura informativa completa y un fuerte cuadro de columnistas.
Hürriyet cuenta con oficinas regionales en Estambul, Ankara, Esmirna, Adana, Antalya y Trebisonda, así como una red de noticias compuesta por 52 oficinas y 600 periodistas en Turquía y en el extranjero, todas ellas afiliadas a Doğan News Agency. Hürriyet se imprime en seis ciudades de Turquía y en Frankfurt, Alemania. Desde de enero de 2017, según Alexa, su sitio web era el décimo más visitado en Turquía, el segundo más visitado de un periódico y el cuarto sitio web de noticias más visitado.

## Historia
Hürriyet fue fundado por Sedat Simavi el 1 de mayo de 1948 con un personal de 48 personas. Con ventas de 50 000 ejemplares en su primera semana, Hürriyet fue la 59.° y última publicación de Simavi.
Después de la muerte de Simavi Sadat en 1953, los hijos, Halden y Erol Simavi, tomaron la gestión conjuntamente; hasta la actualidad, se ha mantenido la misma línea editorial. Debido a la importante emigración turca en Alemania, se empezó a imprimir una versión del periódico en 1964 para enviarlo a aquel país y a otros europeos, a fin de satisfacer las necesidades de los periódicos y las noticias. El aumento de la demanda en el periódico hizo que se imprimiese en masa en la década de 1970, además de instalarse en Alemania. 
Desde 1973, Hürriyet, a través del sistema de impresión offset, ofrece grandes ventajas, especialmente con el uso de fotografías en color.
El 7 de marzo de 1990, el escritor y exjefe del Consejo de Administración del periódico, Çetin Emeç, murió tras ser atacado por hombres armados mientras iba conduciendo.
El 1 de mayo de 1988 el logotipo cambió. En 1992 Erol Aksoy, Dinc Bilgin y Haldun Simavi convirtieron el periódico en una empresa conjunta. En 1994, el 70% de las acciones fueron compradas por Doğan Media Group.
Desde 1997 se crea la página de noticias por Internet del periódico en Turquía; según las estadísticas de los sitios más visitados internacionalmente, en febrero de 2011, hurriyet.com.tr era el cuarto sitio de noticias más visitado de Europa, con 9,5 millones de visitantes.
En 2018, Hurriyet, junto a todos los activos de medios masivos de Doğan Holding fueron comprados por Demirören Holding, propiedad de la familia Demirören, considerada cercana al presidente turco Recep Tayyip Erdoğan.

## Controversia
En febrero de 2009, el periódico recibió una multa de 826,2 millones de TL (US $ 523 millones) por evasión de impuestos por Doğan Group/Petrol Ofisi. Tras ello, la Bolsa de Estambul suspendió las acciones de Doğan Holding, y Fitch rebajó a Hürriyet a "BB-".
Los ejecutivos del Grupo Doğan expresaron la opinión de que la multa impositiva era una "intimidación" motivada políticamente, causada por la vinculación de Hürriyet con el primer ministro Recep Tayyip Erdoğan y su partido político, AKP, a un escándalo caritativo en Alemania. En marzo de 2009, José Manuel Barroso, presidente de la Comisión Europea, expresó su preocupación por la multa, diciendo que amenazaba "el pluralismo y la libertad de prensa".
En septiembre de 2009, el Grupo Doğan fue multado con un récord de US $ 2500 millones, relacionado con supuestas irregularidades fiscales pasadas.
La multa de septiembre causó nuevas expresiones de preocupación pública de la Comisión Europea, así como de la Organización para la Seguridad y la Cooperación en Europa. También causó que algunos críticos e inversionistas globales compararan las multas con el uso, hecho en algún momento, por el presidente ruso, Vladímir Putin, de cargos por evasión de impuestos a la quiebra de la petrolera Yukos por razones supuestamente políticas. En una entrevista, Erdoğan negó esta acusación, calificándola de "muy fea" e "irrespetuosa" tanto para él como para Putin.